# Cattleya lawrenceana
Cattleya lawrenceana är en orkidéart som beskrevs av Heinrich Gustav Reichenbach. Cattleya lawrenceana ingår i släktet Cattleya och familjen orkidéer. Inga underarter finns listade i Catalogue of Life.

## Bildgalleri

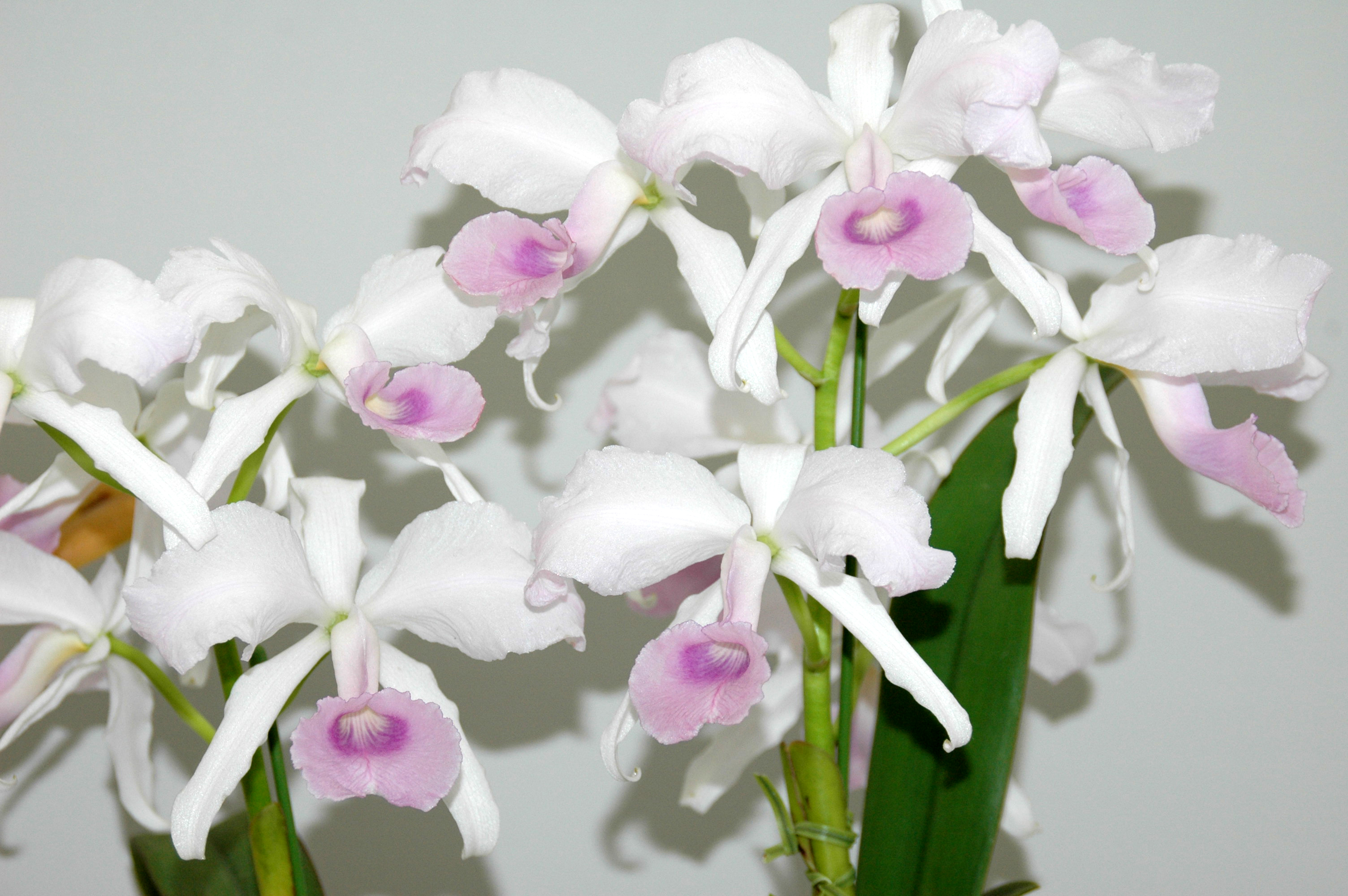
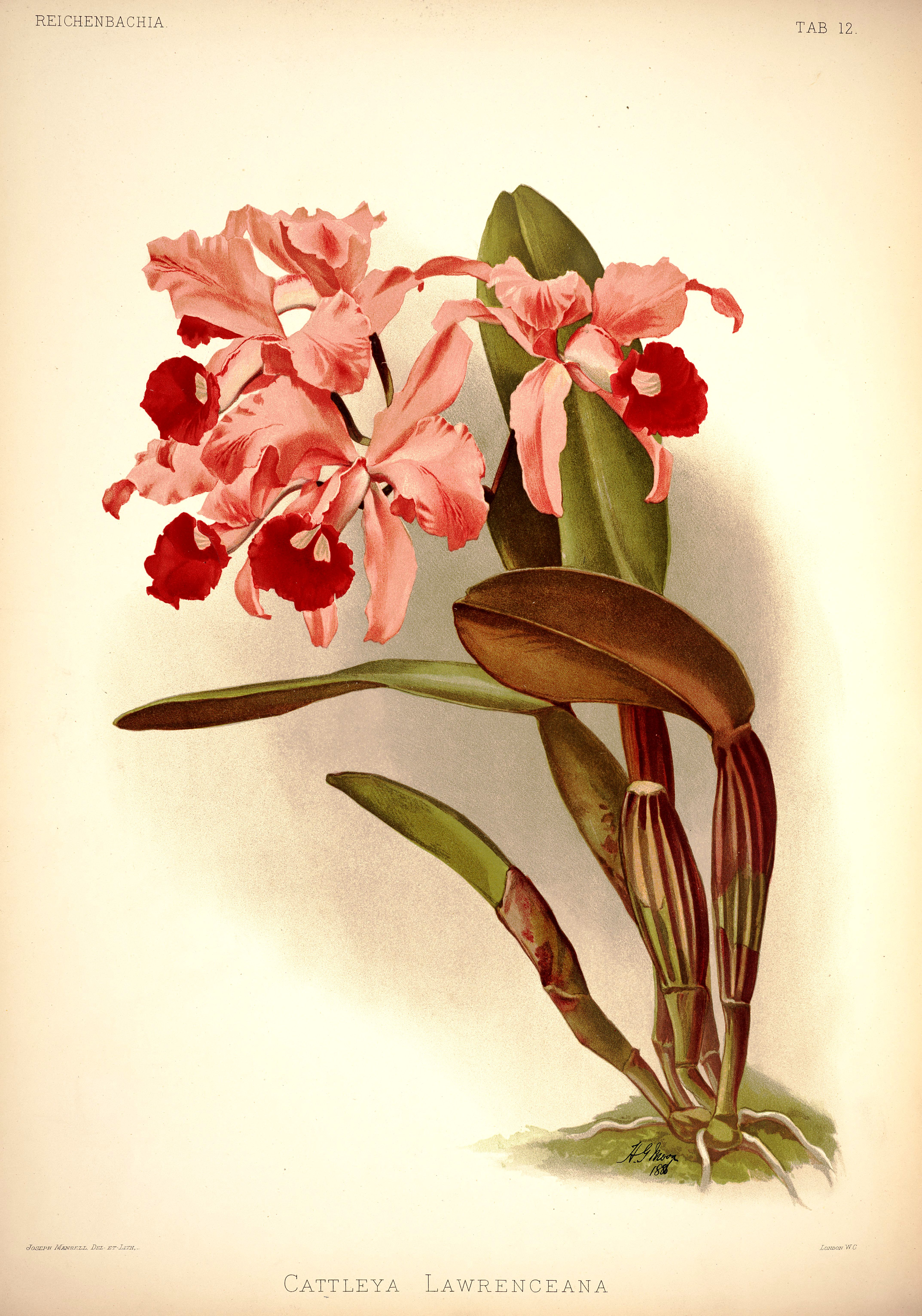
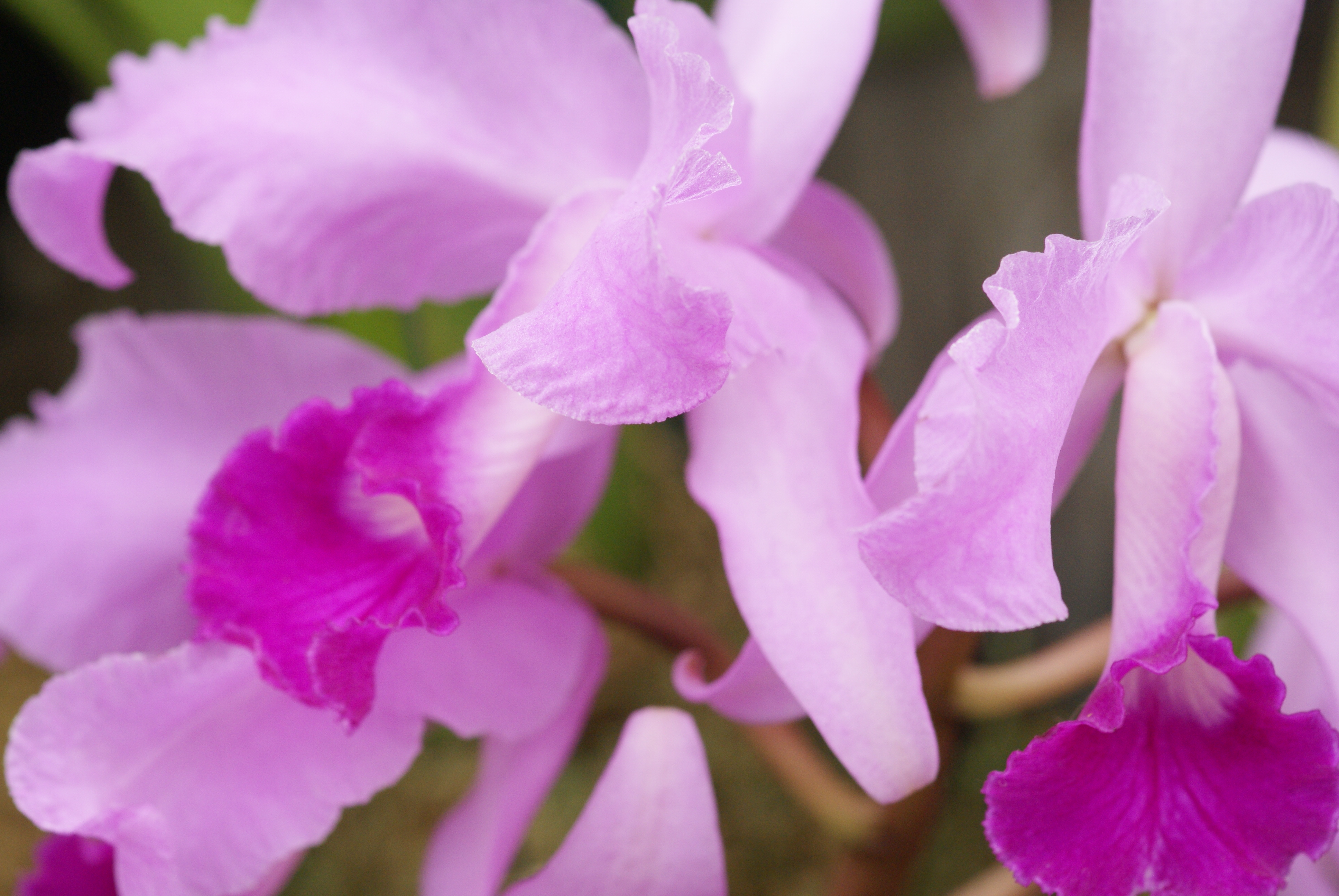
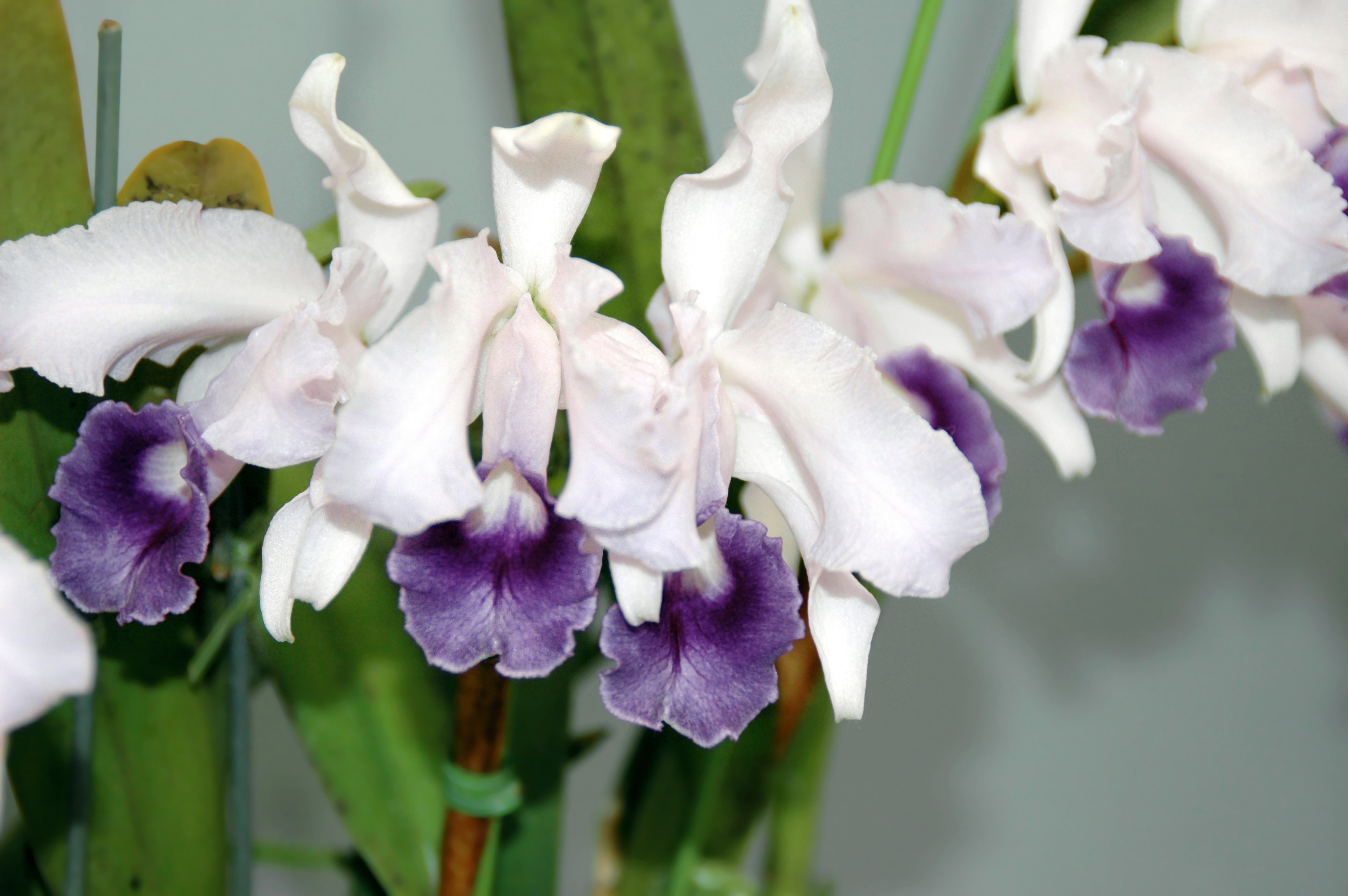
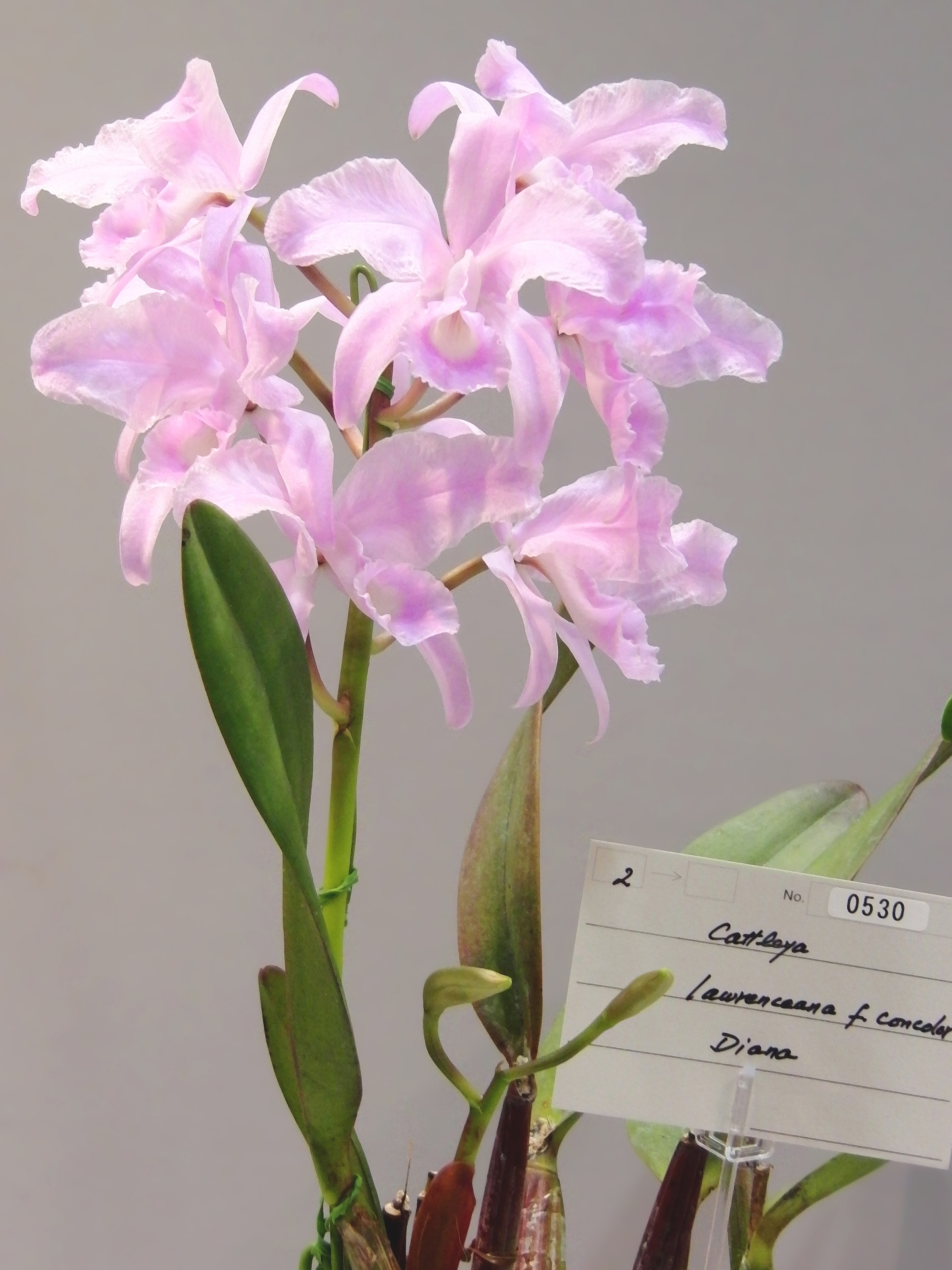
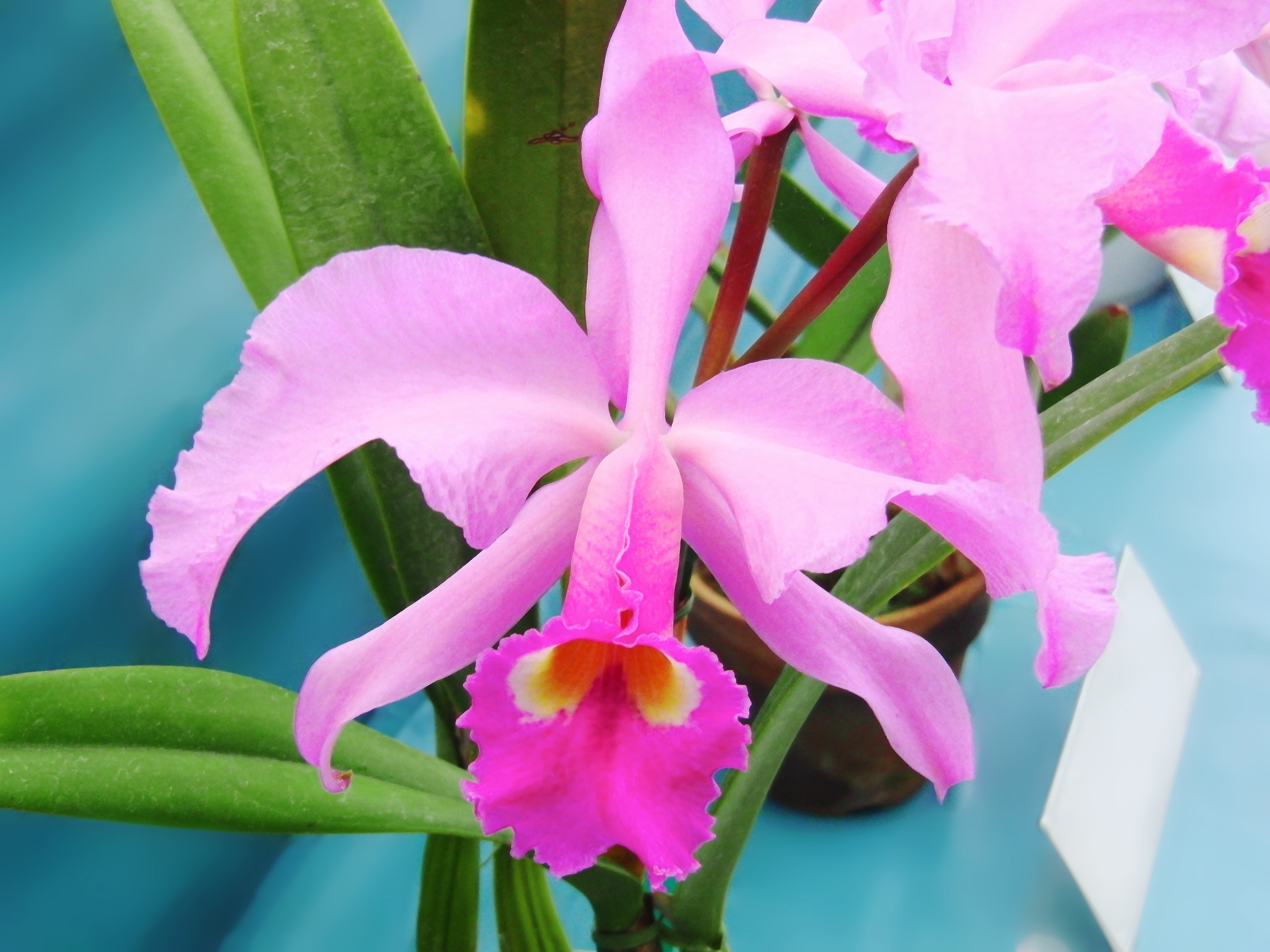